# Billy Crystal
Billy Crystal (født 14. marts 1948) er en amerikansk skuespiller, komiker, producere og instruktør. Hans gennembrud kom i 1970erne i forbindelse med hans rolle som Jodie Dallas i ABC sitcommen Soap. Han fik succes i Hollywood i 1980erne og 1990erne, hvor han blandt andet medvirkede i When Harry Met Sally...
Han har været vært for Oscar-uddelingen i 1990, 1991, 1992, 1993, 1997, 1998, 2000, 2004 og 2011.

## Filmografi
- Rabbit Test – (1978) som "Lionel Carpenter"
- Animalympics – (1980) (stemme) som "Lodge Turkell"
- This Is Spinal Tap – (1984) som "Morty the Mime"
- Byens hurtigste strømere! – (1986) som "Danny Costanzo"
- Prinsessen og de skøre riddere – (1987) som "Miracle Max"
- Smid mor af toget – (1987) som "Larry Donner"
- Memories of Me – (1988) som Abbie
- Da Harry mødte Sally – (1989) som "Harry Burns"
- Herretur (1991) som "Mitch Robbins"
- Horton Hatches the Egg (1992) (stemme) narrator
- Mr. Saturday Night (1992) som "Buddy Young, Jr."
- City Slickers II: The Legend of Curly's Gold (1994) som "Mitch Robbins"
- Forget Paris (1995) som "Mickey Gordon" (også som instruktør)
- Hamlet (1996) som "First Gravedigger"
- Harry - stykke for stykke (1997) som "Larry/The Devil"
- My Giant (1998) som "Sam 'Sammy' Kamin"
- Analyze This (1999) som "Ben Sobel, M.D."
- America's Sweethearts (2001) som "Lee Phillips"
- Monsters, Inc. (2001) (stemme) som "Michael Wazowski"
- Analyze That (2002) som "Ben Sobel, M.D."
- Det levende slot (2005) (stemme) som "Calcifer"